# Tausendkornmasse
Die Tausendkornmasse (TKM) (oder Tausendkorngewicht (TKG)) ist die Masse von 1000 Körnern. Die Tausendkornmasse ist eine Kenngröße bei der Saat, im Saatguthandel, in der Pflanzenzüchtung, bei der Saatgutlagerung im Nutzpflanzenbau sowie in Getreidemühlen.

## Anwendung

### In der Saatgutindustrie
Die weltweit geltenden Regeln der Saatgutuntersuchung werden von der International Seed Testing Association herausgegeben.
In Saatgutbibliotheken finden sich Angaben zur TKM von
- Industriepflanzen für die technische Nutzung wie die Färberpflanzen
- Nahrungspflanzen, z. B. Getreide,
- Nutzpflanzen als nachwachsende Rohstoffe wie Ölpflanzen,
- Pharmapflanzen, z. B. Johanniskraut und
- Wildpflanzen aus Biotopen.

### In der Müllerei
Zur Bestimmung der Tausendkornmasse einer Körnerpartie werden Stichproben gezogen und Zählgeräte eingesetzt. Samenkörner erreichen die Lagerfähigkeit bei einem Wassergehalt von weniger als 14 %. Werden Körner mit einer höheren Feuchtigkeit geerntet, werden spezielle Körnertrocknungsverfahren eingesetzt, dabei spielt die Trocknungstemperatur eine besondere Rolle, um die Keimfähigkeit der Körner nicht zu beeinträchtigen.
Die TKM ist ein Sortenmerkmal, das starken Schwankungen durch die jeweiligen Anbau- und Witterungsbedingungen im Erzeugungsjahr unterliegt. Je höher die TKM ist, desto besser ist das Verhältnis von Kornmasse und Schalenanteilen – bei einer höheren TKM von Getreide kann der Müller eine höhere Mehlausbeute erzielen.

## Durchschnittliche Tausendkornmasse
1000 lagerfähige Körner wiegen bei:
| Tabak             | 0,1 g     |
| Gemeiner Windhalm | 0,12 g    |
| Teff              | 0,3–0,5 g |
| Amarant           | 0,5–2 g   |
| Klee              | 1–2 g     |
| Quinoa            | 1–3 g     |
| Tomate            | 2–3 g     |
| Gras              | 2–5 g     |
| Raps              | 2–7 g     |
| Buchweizen        | 15–30 g   |
| Reis              | 15–45 g   |
| Flug-Hafer        | 20 g      |
| Hafer             | 27–48 g   |
| Roggen            | 28–50 g   |
| Gerste            | 35–50 g   |
| Triticale         | 40–58 g   |
| Weizen            | 40–65 g   |
| Sonnenblumen      | 50–70 g   |
| Mais              | 200–450 g |
| Erbsen            | 150–500 g |
| Bohnen            | 150–550 g |
| Berg-Ahorn        | 800 g     |

## Berechnung der Aussaatstärke auf Basis der Tausendkornmasse
Die TKM wird auch zur Mengenberechnung des auszusäenden Saatguts benötigt.
{\displaystyle {\text{Aussaatstaerke (in kg/ha)}}={\dfrac {{{\text{Angestrebte Pflanzenzahl pro m}}^{2}}\cdot \mathrm {TKM} }{100-M}}}
Beispiel Aussaat Winterweizen:
- Angestrebte Pflanzenzahl pro m² = 300
- TKM = Tausendkornmasse in Gramm = 60
- M = Minderkeimfähigkeit in Prozent = 6
- Aussaatstärke (benötigte Saatgutmenge) ≈ 191 kg/ha

Berechnung der Aussaatstärke unter Berücksichtigung von geschätztem Feldaufgangverlust und erwarteter Ährenzahl pro Saatkorn:
{\displaystyle {\text{Aussaatstaerke (in kg/ha)}}={\dfrac {{\tfrac {{\text{Angestrebte Ährenzahl pro m}}^{2}}{\text{Beährungskoeffizient}}}\cdot \mathrm {TKM} }{100-(M+F+U)}}}
Berechnungsbeispiel Aussaat Winterweizen:
- Angestrebte Ährenzahl pro m² = 580
- Beährungskoeffizient = 2,2
- TKM = Tausendkornmasse in Gramm = 60
- M = Minderkeimfähigkeit in Prozent = 6
- F = Feldaufgangsverluste in Prozent = 5
- U = Überwinterungsverluste in Prozent = 3

{\displaystyle {\text{Aussaatstaerke}}={\frac {{\frac {580}{2{,}2}}\cdot 60}{100-(6+5+3)}}\,\mathrm {kg/ha} \approx 184\,\mathrm {kg/ha} }